# 沈霽
沈霽（1461年—1546年1月14日），字子公，號東海老人，直隸松江府華亭縣人，明朝政治人物。

## 生平
弘治十四年（1501年）辛酉科應天府鄉試第五十八名，四十一岁中式正德六年（1511年）辛未科会试第一百七名，廷试三甲九十八名進士。授行人，擢監察御史。嘉靖癸未，遷福建副使。丙戌，改貴州副使，加參政銜致仕，家居十七年卒。

## 佚事
《四友齋叢說》載其收藏宋代名帖《太清樓帖》二三卷。

## 家族
曾祖父沈洪，壽官；祖父沈亮；父沈塤。前母孔氏；母鍾氏。永感下。兄沈雲、沈霖、沈霆（岁贡生）。